# Муравьёва, Ирина Игнатьевна
Ири́на Игна́тьевна Муравьёва (17 июля 1920 — 30 октября 1959) — советский литературовед и педагог, специалист по французской и датской литературе.
Основной труд рано умершей Ирины Муравьёвой — биография Ханса Кристиана Андерсена, написанная для книжной серии «Жизнь замечательных людей» (1959, второе издание — 1961).
Стояла у истоков знакомства русского читателя с «Маленьким принцем» Сент-Экзюпери, впоследствии переведённым на русский язык Норой Галь.
Характер, некоторые эпизоды биографии, высказывания Муравьёвой легли в основу образа Ирины Игнатьевны в повести Фриды Вигдоровой «Любимая улица».
Первым браком была замужем за Сергеем Аполлинариевичем Моисеенко, сыновья — переводчик Владимир Муравьёв, реставратор и художник Леонид Сергеевич Муравьёв-Моисеенко. Второй брак (1949—1955) — с филологом Елеазаром Мелетинским, третий — с Григорием Померанцем. Брат Ирины Муравьёвой — поэт Владимир Игнатьевич Муравьёв (1912—1953).
Скончалась после операции на лёгких.